# Ace Combat 3: Electrosphere
Ace Combat 3: Electrosphere (エースコンバット３ エレクトロスフィア Ēsu Konbatto Surī Erekutorosufia?) es un videojuego de simulador de vuelo de combate desarrollado y publicado por Namco para PlayStation. Fue lanzado en Japón en 1999 y en Europa y Norteamérica en 2000. El tercero de la serie Ace Combat de la compañía, Electrosphere presenta una estética más futurista en comparación con el tema moderno de sus predecesores. Los jugadores controlan uno de varios tipos diferentes de aviones y deben completar varios objetivos de la misión, como destruir una flota de enemigos o proteger una base del fuego enemigo.
Dirigida conjuntamente por Takuya Iwasaki y Atsushi Shiozawa, Electrosphere fue diseñada después de su predecesor Ace Combat 2, tomando prestados muchos de sus elementos de diseño. El equipo quería que la historia fuera una parte integral del juego y tuviera un propósito real, a diferencia de los juegos anteriores donde era secundario a la jugabilidad. Sus paisajes futuristas se inspiraron en una combinación de diseños urbanos al estilo de los años 70 y arquitectura moderna. El juego es famoso por sus drásticas diferencias de contenido en los lanzamientos japoneses e internacionales; Namco tenía la intención de conservar la campaña de dos discos y la historia más amplia de la versión japonesa, pero debido a limitaciones financieras, el juego se redujo para América del Norte y Europa.
A pesar de una campaña de marketing mediocre y de que Namco permaneció relativamente en silencio sobre el proyecto, Electrosphere vendió más de un millón de copias, y luego se reimprimió bajo la etiqueta PlayStation the Best. El lanzamiento japonés recibió críticas positivas y fue visto como ambicioso en su diseño. Los lanzamientos internacionales recibieron una recepción polarizante, y los críticos expresaron confusión hacia la falta de contenido y la jugabilidad insulsa. En retrospectiva, Electrosphere ha sido bien recibida, y los críticos identificaron y apreciaron su ambición, historia y cambios en la jugabilidad de la serie.

## Jugabilidad
Ace Combat 3: Electrosphere es un videojuego de simulador de vuelo de combate. Al igual que sus predecesores, se presenta en un formato más parecido a un arcade en contraste con otros videojuegos de simulación de vuelo. Los jugadores pilotean uno de los 23 aviones diferentes en cuatro facciones distintas y deben completar cada una de las 52 misiones del juego. Estas misiones van desde destruir un escuadrón de enemigos hasta proteger una base del fuego enemigo. El rendimiento del jugador se califica de una escala de letras de la A a la D, que se registran en un gráfico en la pantalla de título.
Electrosphere agrega varias mecánicas nuevas al juego principal de Ace Combat. Uno de ellos es la capacidad de volar naves espaciales, con una misión que tiene lugar sobre la Tierra en el espacio exterior. Los jugadores pueden ver repeticiones instantáneas de sus mejores asesinatos al final de cada misión. Se puede seleccionar un número limitado de aviones y armas para las primeras misiones, pero solo se puede usar uno para la mitad restante del juego. Las misiones también contienen charlas de radio tanto de la facción del jugador como de los oponentes. El jugador puede rotar su cámara 360 grados alrededor de su caza para ver qué hay detrás de él u obtener una mejor vista del nivel.
La versión japonesa del juego presenta contenido adicional que no está presente en los lanzamientos internacionales. Los más notables de estos son los caminos de etapas ramificadas; Dependiendo de las acciones realizadas por la entrada del jugador en ciertas secciones del juego, la trama cambiará según el resultado de esas decisiones, lo que conducirá a uno de los cinco posibles finales. Se puede acceder a una enciclopedia del juego, que documenta información sobre los personajes y la tecnología del juego. Se puede acceder a los correos electrónicos de video de estilo anime con voz en off, que se reproducen a través de una bandeja de entrada de correo electrónico ficticia. La obtención de los cinco finales desbloqueará el modo Mission Simulator, que le permite al jugador volver a jugar cualquier misión con cualquier avión de combate y arma de su elección.

## Trama
Ace Combat 3 se desarrolla dentro de la saga United Galaxy Space Force, un universo ficticio de Namco que conecta muchos de sus juegos relacionados con el espacio en una línea de tiempo coherente. Tiene lugar en un mundo donde el gobierno y el estado de derecho han sido reemplazados por el poder económico puro y las corporaciones multinacionales. Los más grandes son Neucom Incorporated y General Resource Limited, feroces rivales que han competido entre sí por el poder durante muchos años. A pesar de los esfuerzos de paz de la Universal Peace Enforcement Organization (UPEO), la guerra finalmente estalla cuando Neucom lanza ataques a gran escala contra General Resource, lo que obliga a la UPEO a desplegar una serie de combatientes para poner fin a la rivalidad entre las dos empresas y poner fin a la guerra.

## Desarrollo
Con Air Combat y Ace Combat 2 con un buen desempeño crítico y comercial, Namco comenzó a trabajar en un nuevo juego de la serie Ace Combat. A partir del desarrollo en 1998, se planeó que el tercer juego fuera mucho más ambicioso que sus predecesores, con una historia importante que afectaba la jugabilidad y mucho más contenido disponible. Takuya Iwasaki y Atsushi Shiozawa dirigieron el juego, con Takashi Fukawa como productor del proyecto. Contó con el trabajo de varios compositores para su banda sonora; el más notable de ellos fue Go Shiina, conocido por su trabajo en Mr. Driller y Tales. Dado que la mayoría del personal de desarrollo de Electrosphere había trabajado anteriormente en Ace Combat 2, se inspiraron mucho en él. Las tramas habían sido relativamente poco importantes para la jugabilidad de los juegos anteriores de Ace Combat, por lo que el equipo de desarrollo quería que la historia cumpliera un propósito real y afectara la jugabilidad en su conjunto según la decisión del jugador; este movimiento se inspiró en R4: Ridge Racer Type 4 y programas de drama, y el equipo esperaba que lo hiciera destacar entre juegos similares en el mercado.
La programación del juego, realizada principalmente por Kenji Nakano y Katsuhiro Ishii, tardó varios meses en completarse. Recuerdan que el mundo del juego era difícil de programar; Debido a las capacidades limitadas de hardware de la consola PlayStation, el equipo luchó para que el sistema renderizara más del mapa en el que el jugador volaba. Nakano creó una solución a este problema al representar objetos lejanos con muchos menos polígonos de los que estaban de cerca; esto tardó dos meses en resolverse. Se crearon un total de 23 aviones, algunos basados en aviones del mundo real y otros totalmente ficticios. Al igual que Ace Combat 2, los desarrolladores se centraron en hacer que el jugador se sintiera como si estuviera volando. La animación de las escenas de corte del juego fue proporcionada por Production I.G, con sombras oscuras y líneas contrastantes. Los paisajes futuristas fueron el resultado de una combinación de diseños urbanos al estilo de los años 70 y arquitectura moderna. Para darle al juego la ilusión de pasar el tiempo, se implementó un ciclo de día a noche. El diseñador gráfico Minoru Sashida, que trabajó en el juego de arcade Techno Drive, diseñó la interfaz del menú del juego.

## Lanzamiento
Namco anunció Ace Combat 3: Electrosphere en agosto de 1998. La compañía se mantuvo callada sobre el juego, haciendo comentarios mínimos durante el Tokyo Game Show de ese año. La compañía rompió el silencio en noviembre, abriendo un sitio web y mostrando ilustraciones conceptuales para publicaciones de videojuegos. Solo se mostró un solo nivel y unos pocos aviones seleccionados. Namco anunció que su lanzamiento estaba previsto para el primer semestre de 1999 en Japón. Se presentó una pequeña muestra de secuencias de video del juego en un disco extra enviado con el lanzamiento japonés de Ridge Racer Type 4. Famitsu informó que el juego estaba completo aproximadamente en un 80% en enero de 1999. Después de meses de secreto, Namco demostró Electrosphere en el Tokyo Game Show de 1999, presentado junto con World Stadium 3, Dragon Valor y la conversión Dreamcast de Soulcalibur, ocupando la mayor parte del stand de Namco. Ace Combat 3: Electrosphere fue publicado el 27 de mayo de 1999 en Japón por Namco. Su tamaño lo obligó a dividirse en dos discos, cada uno con 26 misiones para un total de 52 misiones diferentes. Junto con un manual de instrucciones de 26 páginas, contenía un folleto promocional de 30 páginas llamado Ace Combat 3 Electrosphere - Portfolio Photosphere, que detalla los personajes del juego, las naves de combate, la historia y otra información sobre su mundo ficticio. El 7 de diciembre de 2000, fue relanzado en Japón bajo la línea PlayStation the Best de títulos económicos.
Para el lanzamiento en Norteamérica, Namco America tradujo el juego al inglés. Se contrató a Frognation, una empresa de doblaje japonesa, para ayudar en la producción del proceso de localización. Frognation se puso en contacto con Agness Kaku, una traductora conocida por su trabajo en juegos como Metal Gear Solid 2: Sons of Liberty y D2, para ayudar a traducir el juego. Ella recordó haber hecho una traducción de demostración basada en la historia japonesa original, pero debido a que se cortaron los fondos, Namco America descartó la traducción por completo y eligió rehacer completamente la trama para audiencias extranjeras; esto incluyó la eliminación de los múltiples finales, la ramificación de los caminos de la historia y casi la mitad de las misiones. También se modificó ligeramente para que quepa en un solo disco. Si bien no se dio una razón oficial para el recorte de fondos, Kaku cree que se debió a que el juego no se vendió tan bien como Namco esperaba en Japón, lo que le dio a la división estadounidense pocas esperanzas de que tuviera éxito.
Namco presentó el juego en la exposición de 1999 Electronic Entertainment Expo (E3) con una cobertura mayoritariamente positiva. Antes de que se recortaran los fondos para la traducción, Namco ya había comenzado a anunciar la historia interconectada del juego. Según Kaku, cuando Namco declaró que el lanzamiento estadounidense se reduciría en gran medida y omitiría la historia japonesa original, se encontró con una reacción violenta por parte de los fanáticos y las publicaciones, lo que provocó que el interés en el juego disminuyera drásticamente cuando estaba listo para su lanzamiento. Electrosphere se lanzó en Europa el 21 de enero de 2000, y en América del Norte el 3 de marzo.

## Recepción
Comercialmente, Ace Combat 3: Electrosphere tuvo un rendimiento inferior, y no fue un éxito tan grande como Namco esperaba que fuera. No tuvo éxito comercial en América del Norte y sacó menos unidades que las entradas anteriores. Tiene un 74% en el sitio web del agregador de reseñas de videojuegos GameRankings. En 2008, Electrosphere había vendido 1.164 millones de copias en todo el mundo, apenas superando las 1.092 millones de ventas mundiales de Ace Combat 2.
La versión japonesa de Electrosphere recibió críticas en su mayoría positivas. Famitsu apreció el juego por sus gráficos "abrumadores" y su historia más profunda, además de su realismo. La Official Czech PlayStation Magazine  tuvo una respuesta similar, disfrutando de su enfoque futurista, gráficos realistas y una jugabilidad refinada. En una vista previa temprana, GameSpot comentó que, aunque no era tan divertido como Ace Combat 2, tenía el mismo diseño ambicioso que R4: Ridge Racer Type 4, con escenas de corte impulsadas por la personalidad, elegantes diseños de naves de combate y gráficos detallados. Edge destacó su historia ramificada, afirmando que hace que el juego sea más envolvente y gratificante que sus predecesores.
Mediante una comparación drástica, las revisiones de los lanzamientos de América del Norte y Europa se encontraron con una respuesta mucho más mixta. Debido a que las versiones internacionales tenían una cantidad significativamente menor de contenido que en la versión japonesa, los críticos mostraron confusión y decepción por la falta de misiones y una historia adecuada para disminuir el juego en su conjunto. GameSpot presentó una respuesta radicalmente diferente a Electrosphere de su vista previa, escribiendo que su eliminación de contenido de la versión japonesa y su enfoque lineal hicieron que el juego se sintiera inferior a su predecesor Ace Combat 2. Next Generation estuvo de acuerdo en que sin su sistema de niveles de ramificación y campaña adicional, se sentía aburrido de jugar y no tan refinado como los juegos anteriores de Ace Combat. Electric Playground mostró decepción hacia la trama y cinemáticas suaves por crear una historia que tenía poca o ninguna importancia sobre el juego en sí. La Official UK PlayStation Magazine dijo que se sentía más como un simulador de vuelo para PC que como un juego Ace Combat, y escribió burlonamente: "Namco demuestra que sí, es posible recrear gráficos de simulación de vuelo al estilo de PC en PlayStation. Pero, desafortunadamente, se olvidaron incluir un juego para acompañarlos". No todos los críticos expresaron críticas sobre el juego; IGN y GamePro elogiaron la jugabilidad por ser sólida y enérgica, con IGN en particular comentando que "ofrece la misma experiencia de combate aéreo lleno de acción que esperas de la serie, y lo hace con un incomparable estilo y aptitud que nunca son exagerados". Jeuxvideo.com dijo que tenía el mismo refinamiento que Ace Combat 2, con una gran selección de cazas y misiones variadas.
Los críticos estuvieron de acuerdo en que Electrosphere presentó gráficos "magníficos" con muchos detalles. IGN dijo que tenía un increíble sentido de los detalles y demostró ser uno de los puntos fuertes del juego. GamePro y GameSpot estuvieron de acuerdo, y GamePro en particular dijo que tenía una combinación única de gráficos realistas y arcade. A GameSpot también le gustó el alto valor de producción del juego. Electric Playground complementó sus imágenes por su gran cantidad de detalles, al igual que Jeuxvideo.com y la Official UK PlayStation Magazine. Los revisores también elogiaron el esquema de control del juego por ser receptivo y fácil de usar, y GamePro señaló específicamente su realismo con respecto a los aviones reales. Jeuxvideo.com también elogió el uso del controlador PlayStation DualShock en el juego con gran efecto, es decir, con su característica de vibración y suavidad. La banda sonora de Electrosphere, el uso de repeticiones instantáneas, y la considerable falta de desaceleración también fueron objeto de elogios. Si bien Next Generation elogió el estilo gráfico y la mecánica de juego, sintieron que finalmente se quedó corto en comparación con sus predecesores, escribiendo: "Ace Combat 3 tiene demasiados elementos arcade para ser un simulador de vuelo serio. Desafortunadamente, también es demasiado aburrido para ser un gran combate aéreo estilo arcade".

### Reacción retrospectiva
Ace Combat 3 ha recibido mejores comentarios en retrospectiva, y los críticos identificaron su ambicioso diseño e historia. Para celebrar el vigésimo aniversario del juego en 2019, Game*Spark comparó retrospectivamente la compleja historia de Electrosphere con la de Final Fantasy VII y Ridge Racer Type 4, y elogió su sistema de ruta de ramificación por tener un impacto significativo e interesante en la trama en su conjunto. También les gustó la atmósfera y el tema futuristas del juego, una desviación drástica de otros juegos de Ace Combat. Game*Spark declaró además que Electrosphere era uno de los mejores y más exclusivos juegos de la serie, mostrando decepción por la falta de un lanzamiento digital moderno en plataformas como PlayStation Network.
La publicación italiana Player.it revisó el juego en 2019 para conmemorar el lanzamiento de Ace Combat 7: Skies Unknown. Compararon su historia y estilo visual con los de Neon Genesis Evangelion y Ghost in the Shell, disfrutando de su historia más amplia por ser mucho más oscura que sus predecesores. Si bien elogiaron su banda sonora influenciada por Wipeout, Player.it criticó la versión internacional por ser inferior a Air Combat y Ace Combat 2 desde el punto de vista del contenido. GameRevolution también expresó su decepción por el lanzamiento internacional del juego, creyendo que fue uno de los peores intentos de localización de videojuegos.